# ヒュー・ヘフナー
ヒュー・ヘフナー（Hugh Hefner、1926年4月9日 - 2017年9月27日）は、アメリカの実業家で雑誌『PLAYBOY』の発刊者。愛称は「ヘフ」。

## 経歴

### 生い立ち
シカゴでドイツ系とイギリス系の血を引く父とスウェーデン系の母との間に生まれる。
セア小学校、スタインメッツ高校卒業後、アメリカ陸軍に徴兵され、第二次世界大戦中は軍役に就く。その後イリノイ大学に進学し、心理学を専攻し2年半で学位を取得した。さらに1949年にはノースウェスタン大学に入学した。大学生時代は学内情報誌を編集。1949年夏に高校生時代から交際していたミルドレッド・ウィリアムズと結婚。

### 『PLAYBOY』創刊

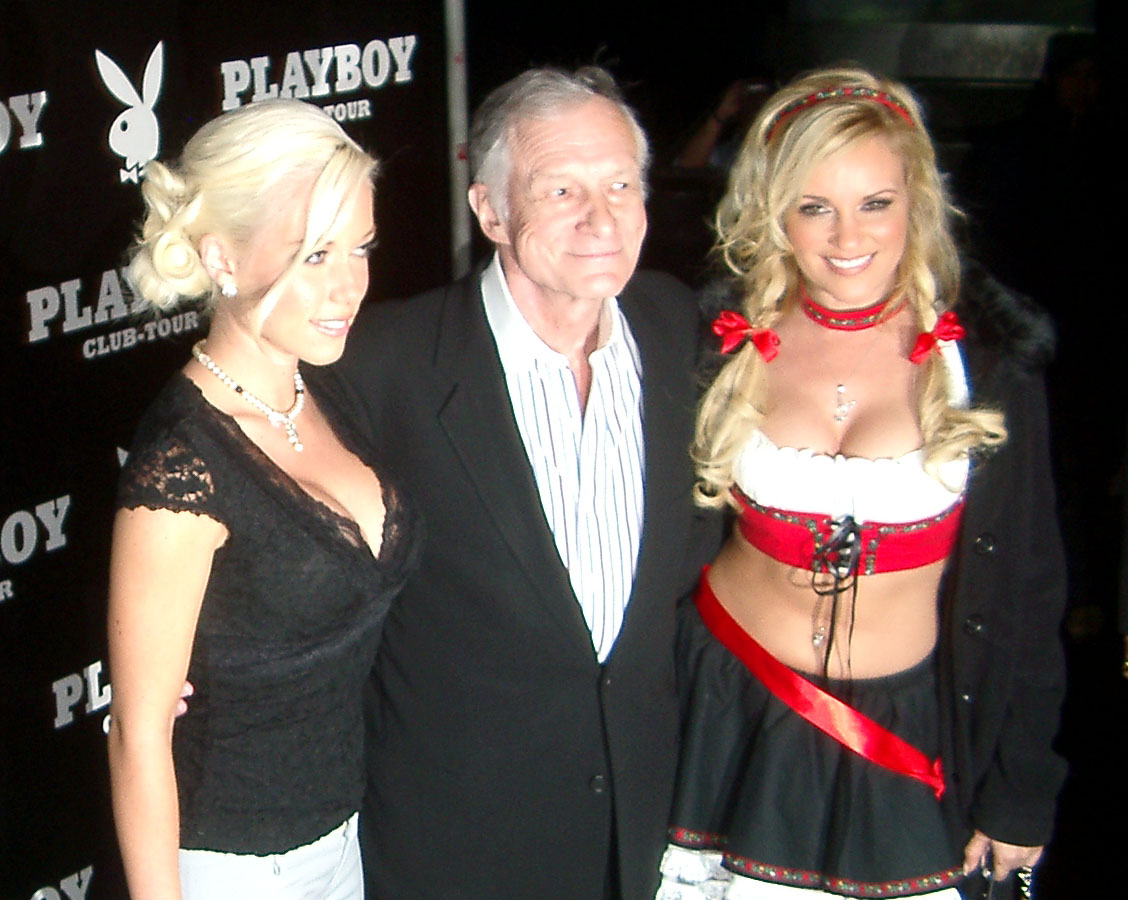
プレイメイトとともに（2006年）

1951年1月に『エスクァイア』へ就職しコピーライターを務めたが退職。その後も出版社に務めるなどしたが、1953年9月に45人の投資家から8,000ドルを集めて『PLAYBOY』を発刊した。創刊号の中綴じのグラビア写真にマリリン・モンローを起用したことなどが評判となり、数週間で売り切れた。
同誌は女性のヌードグラビアと読み応えのある記事を売り物に、アメリカ国内だけでなく世界的にも高い評価を受け、世界各国で現地版が発刊されるとともに、数多くの模倣を生むこととなった。その後同社はプレイボーイ・クラブの経営など多角化を進め、同時にヒューも『PLAYBOY』の「顔」として各種メディアに（多くのプレイメイトとともに）登場することになる。

### 晩年
1988年には、ヒューの娘であるクリスティー・ヘフナーがPLAYBOY社のCEOに就任（現在は取締役会長も務める）したことで、経営の第一線から身を引く形になったものの、晩年も「プレイボーイ・マンション」と呼ばれる豪邸に正妻を含む多数の女性と暮らす他、数々のメディアに登場するなど、『PLAYBOY』の「哲学」を身をもって体現するライフスタイルを続けた。
また晩年、ヒューの人生を描いた映画製作の交渉中であるとの情報があり、制作開始は2009年後半になるとされた。2017年にアマゾンから公開された。

### 死去
2017年9月27日、ヒューはカリフォルニア州ロサンゼルスのプレイボーイ・マンションにて息を引き取った。91歳没。死因は自然死で穏やかな最後であったという。亡くなった当時の遺産は1500万ドルであったという。派手な人生の割に少ない金額だと業界関係者を驚かせた。

## 私生活

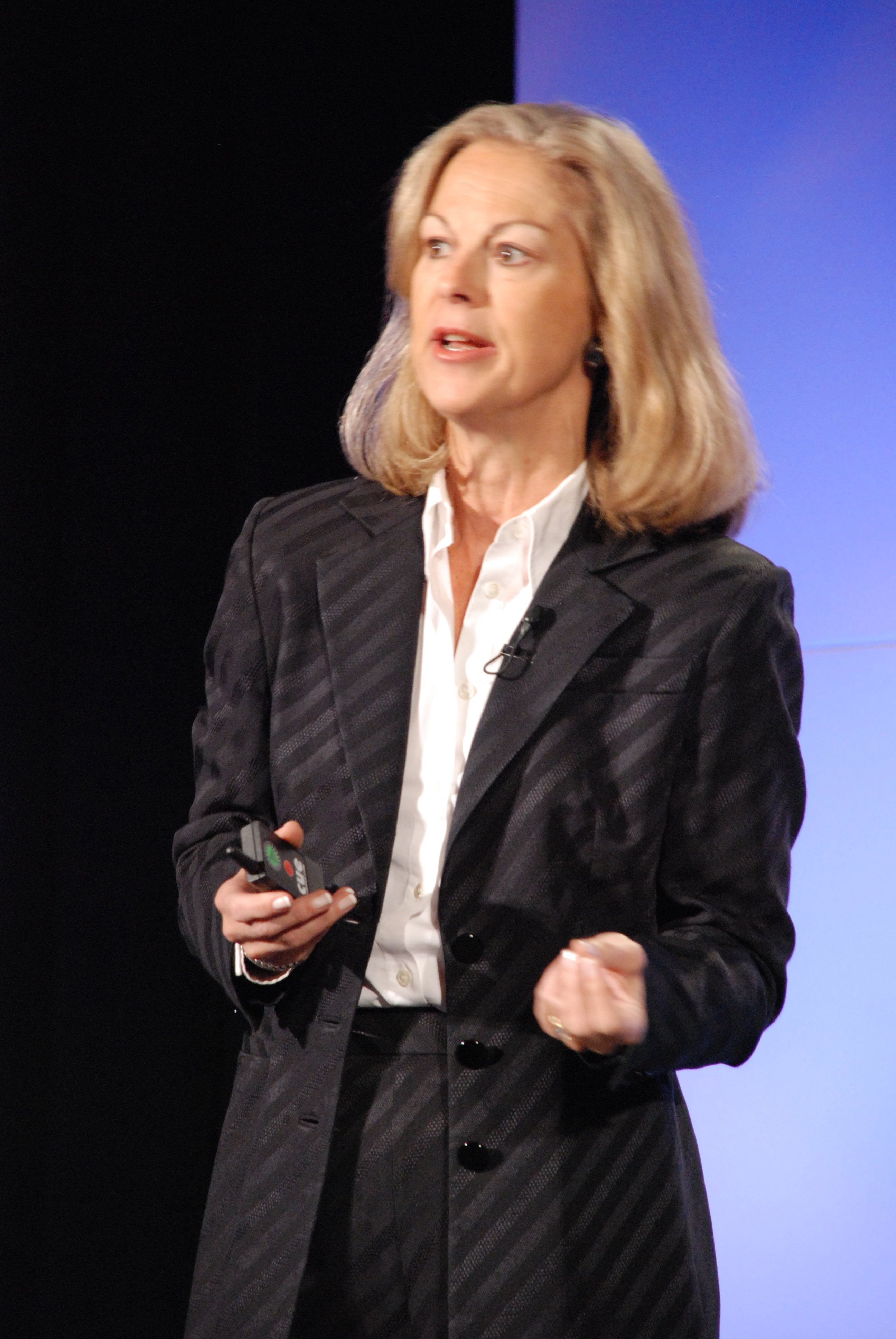
娘のクリスティー・ヘフナー（2007年）

過去に交際していたドナ・ミシェル、マリリン・コール、リリアン・ミューラー、シャノン・ツイード、ブランド・ロデリック、バルビ・ベントン、カレン・クリスティ、サンドラ・セオドア、キャリー・リーから3500万ドルの別居手当を求める訴訟を起こされた事がある。1971年に彼は、両性愛を試した。1985年、59歳の時に軽度の脳梗塞になった事から私生活を改善することを決め、派手なパーティライフを止めた。そして、娘のクリスティーにプレイボーイ社の経営を任せた。
ヒューは1949年にノースウェスタン大学の学生であったミルドレッド・ウィリアムズと結婚した。彼女との間にクリスティー（1952年11月8日 - ）とデイビッド（1955年8月30日 - ）の2人の子供がいる。ヒューは結婚式直前に、ウィリアムズから自分が軍にいた間に浮気した事を知らされた。彼は結婚式の入場を「私の人生で最も破壊的な瞬間」だったと述べている。2006年にテレビ番組『E! True Hollywood Story』の中でヒューは、ウィリアムズが罪の意識に苛まれていたことや結婚生活を維持したかったことなどから、ヒューが他の女性と関係を持つことを彼女が容認していたことを明かしている。彼女とは1959年に離婚している。
1989年にプレイメイト・オブ・ザ・イヤーのキンバリー・コンラッドと再婚した。コンラッドとの間にマーストン（1990年4月9日 - ）とクーパー（1991年9月4日 - ）という2人の子供がいる。この頃、テレビ番組『E! True Hollywood Story』は悪名高いプレイボーイマンションが家族に優しい農家に変化した点に注目した。彼女とは1998年に別れた。別れた後、コンラッドはプレイボーイマンションの近くに引っ越した。2010年4月25日にヒューは自分のTwitterでコンラッドは彼女の母と共にリノに引っ越した事を明らかにした。別居から11年後の2010年3月に正式に離婚した。ヒューは子供の為に離婚を避けていた。
コンラッドと破局後、ヒューは若い女性を絶えずプレイボーイマンションに連れ込んだ。そして、すぐに最高のプレイメイトモデル7人を示した。その7人はブランド・ロデリック、イザベラ・セント・ジェームス、ティナ・マリエ・ジョルダン、ホリー・マディソン、ブリジッド・マークォート、ケンドラ・ウィルキソン、ラケル・オニール。プレイボーイマンションでのヒューの生活に密着したリアリティ番組『The Girls Next Door』には、主にマディソン、ウィルキソン、マークォートが出演した。その3人は2008年10月にマンションを出る選択をした。ヒューはすぐに、彼の新しい「No.1の彼女」のプレイメイトのクリスタル・ハリス。一卵性双生児モデルのシャノン姉妹（カリッサ&クリスティーナ）との交際を始めた。シャノン姉妹との関係は2010年1月に終わった。同年12月24日にヒューはハリスに婚約指輪を渡した。婚約は翌25日に公式に発表された。結婚式は2011年6月18日に予定されていたが、その5日前に婚約破棄した。しかし、その後に復縁、2012年12月31日に結婚式を挙げた。

## エピソード
1970年代には、室内に毛皮が敷き詰められたベッドを持った、大型ジェット機のダグラスDC-9を自家用機として所有していた。
2010年に、プレイメイトの最終審査において久々にヘフナーが直接合格者を選んだ、そのプレイメイトはシャナ・マリー・マクラフリン(Shanna Marie McLaughlin)である。　

## 登場作品
雑誌の広告も兼ねて、多くの映画にカメオ出演している。
- 『ビバリーヒルズ・コップ2』 - アクセル・フォーリーたちが、「プレイボーイ・マンション」で行われるパーティーに潜入するシーンがあるが、家主として出演。
- 『セックス・アンド・ザ・シティ』 - シーズン3にて、キャリーたち4人がヘフナー邸で行われるパーティに出席する回がある。
- ウィーザー『Beverly Hills』のPVはプレイボーイ・マンションで撮影され、ヒューやプレイメイト達も登場。
- 『クレオパトラD.C.』 - 主人公のクレオがエジプトに渡る際、彼の自家用機を借りるシーンがある。ちなみに交換条件は、クレオ、スエン、ティナがバニーガールのコスプレをして、彼のアルバムのコレクションに加わること。

ヒュー・ヘフナーを演じた役者
- クリフ・ロバートソン -1983年のアメリカ映画『スター80』でヘフナーを演じる。
- ジェームズ・フランコ -2013年のアメリカ映画『ラヴレース』でヘフナーを演じる。

## 関連事項
- ハリウッド
- プリカッソ